# Hitoshi Sasaki
Hitoshi Sasaki (Fukushima, 19 marzo 1891 – Tokyo, 23 luglio 1982) è stato un calciatore e allenatore di calcio giapponese, di ruolo centrocampista.